# Spinosatibiapalpus paula
Espèce
Spinosatibiapalpus paula est une espèce d'araignées mygalomorphes de la famille des Theraphosidae.

## Distribution
Cette espèce est endémique de Colombie. Elle se rencontre dans les départements de Magdalena et d'Atlántico.

## Description
Le mâle holotype mesure 24,7 mm et la femelle paratype 22,1 mm.

## Systématique et taxinomie
Cette espèce a été décrite par Bolaño-Manjarres, Benavides et Osorio en 2024.

## Étymologie
Cette espèce est nommée en l'honneur de Paula Sepúlveda Cano.

## Publication originale
- Bolano-Manjarres, Benavides-Rivas, Tamaris-Turizo & Osorio, 2024 : « Two new species of Spinosatibiapalpus Gabriel & Sherwood, 2020 (Araneae: Theraphosidae) from Colombia. » Arachnology, vol. 19, no 9, p. 1205-1210.